# Lervik
Lervik is een plaats in de Noorse gemeente Fredrikstad, fylke Østfold. Lervik telt 2370 inwoners (2007) en heeft een oppervlakte van 2,35 km².